# Drag Race Alemania
Drag Race Alemania es un programa de competencia de telerrealidad alemán, basado en el programa estadounidense original, RuPaul's Drag Race. El programa se transmite en MTV y Paramount+ en Alemania, Austria y Suiza, y en WOW Presents Plus a nivel internacional.
Drag Race Alemania es la decimoquinta adaptación internacional del programa estadounidense RuPaul's Drag Race, después de las versiones chilena, tailandesa, británica, canadiense, holandesa, australiana y neozelandesa, española, italiana, francesa, filipina, belga, sueca, mexicana y brasileña.

## Producción
Originalmente en 2013, la empresa alemana Phantomfilm adquirió los derechos de producción para crear una adaptación alemana de RuPaul's Drag Race. World of Wonder, la productora detrás de RuPaul's Drag Race, confirmó dicha adaptación al lanzar un avance con RuPaul. Al  final, los derechos de licencia de la empresa expiraron, lo que llevó a un segundo intento de producir Drag Race en Alemania.
En 2019, RedSeven Entertainment abrió el casting para un concurso de telerrealidad centrado en drag queens. El programa, con el nombre de Queen of Drags, se emitió el mismo año en ProSieben. Barbie Mercury, una de las concursantes del programa, reveló más tarde en un podcast que se suponía que el programa sería una adaptación alemana de la franquicia Drag Race. Sin embargo, después de que RedSeven no logró obtener los derechos de licencia, la productora se vio obligada a cambiar el formato del programa.
El 8 de agosto de 2022, World of Wonder publicó tres convocatorias de casting en las redes sociales. Las convocatorias de casting fueron para nuevas adaptaciones potenciales de Drag Race en Brasil, Alemania y México. La fecha límite para los competidores potenciales se fijó para el 26 de agosto, y la fecha límite para el envío del video de audición fue el 9 de septiembre de 2022. En diciembre, se confirmó que las nuevas ediciones de la franquicia Drag Race se estrenarían "en MTV/Paramount+ en sus respectivos territorios".
Barbie Breakout y Gianni Jovanovic fueron confirmados como presentadores y jueces principales en agosto de 2023. Un tercer juez, la diseñadora de moda estadounidense Dianne Brill, fue confirmada al día siguiente, así como la fecha de estreno, que estaba fijada para el 5 de septiembre. El elenco fue revelado el 15 de agosto de 2023 e incluye concursantes de toda la zona DACH.

## Concursantes
| Concursante          | Edad | Ciudad               | Resultado |
| -------------------- | ---- | -------------------- | --------- |
| Pandora Nox          | 29   | Viena, Austria       | Ganadora  |
| Metamorkid           | 24   | Viena, Austria       | Finalista |
| Yvonne Nightstand    | 29   | Berlín, Alemania     | Finalista |
| Kelly Heelton        | 41   | Wiesbaden, Alemania  | 4° lugar  |
| Loreley Rivers       | 24   | Düsseldorf, Alemania | 5° lugar  |
| Victoria Shakespears | 29   | Basilea, Suiza       | 6° lugar  |
| Nikita Vegaz         | 38   | Berlín, Alemania     | 7° lugar  |
| Tessa Testicle       | 25   | Basilea, Suiza       | 8° lugar  |
| LéLé Cocoon          | 23   | Frankfurt, Alemania  | 9° lugar  |
| The Only Naomy       | 22   | Colonia, Alemania    | 10° lugar |
| Barbie Q             | 25   | Múnich, Alemania     | 11° lugar |

## Progreso
| EpisodioConcursante  | 1    | 2    | 3    | 4    | 5    | 6    | 7    | 8    | 9    | 10   | 11     | 12       |
| -------------------- | ---- | ---- | ---- | ---- | ---- | ---- | ---- | ---- | ---- | ---- | ------ | -------- |
| Pandora Nox          | WIN  | HIGH | SAFE | WIN  | BTM  | HIGH | WIN  | BTM  | SAFE | HIGH | Guest  | Winner   |
| Metamorkid           | SAFE | SAFE | WIN  | SAFE | HIGH | SAFE | HIGH | HIGH | WIN  | BTM2 | Guest  | Finalist |
| Yvonne Nightstand    | SAFE | SAFE | LOW  | SAFE | SAFE | HIGH | LOW  | WIN  | TOP2 | WIN  | Guest  | Finalist |
| Kelly Heelton        | SAFE | LOW  | HIGH | SAFE | SAFE | WIN  | WIN  | HIGH | SAFE | ELIM | Guest  | Guest    |
| Loreley Rivers       | SAFE | WIN  | SAFE | LOW  | WIN  | BTM  | BTM  | ELIM |      |      | Guest  | Guest    |
| Victoria Shakespears | BTM  | BTM  | HIGH | SAFE | HIGH | BTM  | ELIM |      |      |      | Miss C | Guest    |
| Nikita Vegaz         | LOW  | SAFE | SAFE | WIN  | LOW  | ELIM |      |      |      |      | Guest  | Guest    |
| Tessa Testicle       | BTM  | HIGH | BTM  | BTM  | ELIM |      |      |      |      |      | Guest  | Guest    |
| Lélé Cocoon          | HIGH | SAFE | SAFE | ELIM |      |      |      |      |      |      | Guest  | FF       |
| The Only Naomy       | SAFE | SAFE | ELIM |      |      |      |      |      |      |      | Guest  | Guest    |
| Barbie Q             | HIGH | ELIM |      |      |      |      |      |      |      |      | Guest  | Guest    |